# Газова центрифуга

Схема газової центрифуги з протитечією, що використовується для розділення ізотопів урану.

Газова центрифуга — пристрій, який виконує ізотопне розділення газів. Центрифуга спирається на принципи відцентрової сили, що прискорює молекули, так що частинки різної маси фізично розділяються в градієнті вздовж радіуса контейнера, що обертається. Газові центрифуги широко використовуються для відділення урану-235 (235U) від урану-238 (238U). Газова центрифуга розроблена на заміну газодифузійного методу вилучення урану-235. Високий ступінь розділення цих ізотопів залежить від використання багатьох окремих центрифуг, розташованих послідовно, які досягають послідовно вищих концентрацій. Цей процес дає вищі концентрації урану-235, використовуючи при цьому значно менше енергії порівняно з процесом газодифузії.

## Відцентровий процес
Центрифуга покладається на силу відцентрового прискорення для розділення молекул відповідно до їхньої маси, її також можна застосувати до більшості рідин. Щільні (важчі) молекули рухаються до стінки, а легші залишаються близько до центру. Центрифуга складається з ротора з твердим корпусом, що обертається повним періодом з високою швидкістю. Концентричні газові труби, розташовані на осі ротора, використовуються для введення живильного газу в ротор і вилучення важчих і легших розділених потоків. Для виробництва 235U важчий потік – це потік відходів, а легший – це потік продукту. Сучасні центрифуги типу Zippe являють собою високі циліндри, що обертаються навколо вертикальної осі. Вертикальний градієнт температури може бути застосований для створення конвективної циркуляції, що піднімається в центрі та опускається на периферії центрифуги. Такий протитечійний потік також може бути стимульований механічно ковшами, які виймають збагачену та збіднену фракції. Дифузія між цими протилежними потоками збільшує поділ за принципом протитечійного розмноження.
На практиці, оскільки існують обмеження щодо висоти однієї центрифуги, кілька таких центрифуг з’єднуються послідовно. Кожна центрифуга отримує один вхід і виробляє дві вихідні лінії, що відповідають легким і важким фракціям. Вхід кожної центрифуги – це вихід (легкий) попередньої центрифуги та вихід (важкий) наступного ступеня. Це дає майже чисту легку фракцію з виходу (легку) останньої центрифуги та майже чисту важку фракцію з виходу (важку) з першої центрифуги.

## Процес газового центрифугування

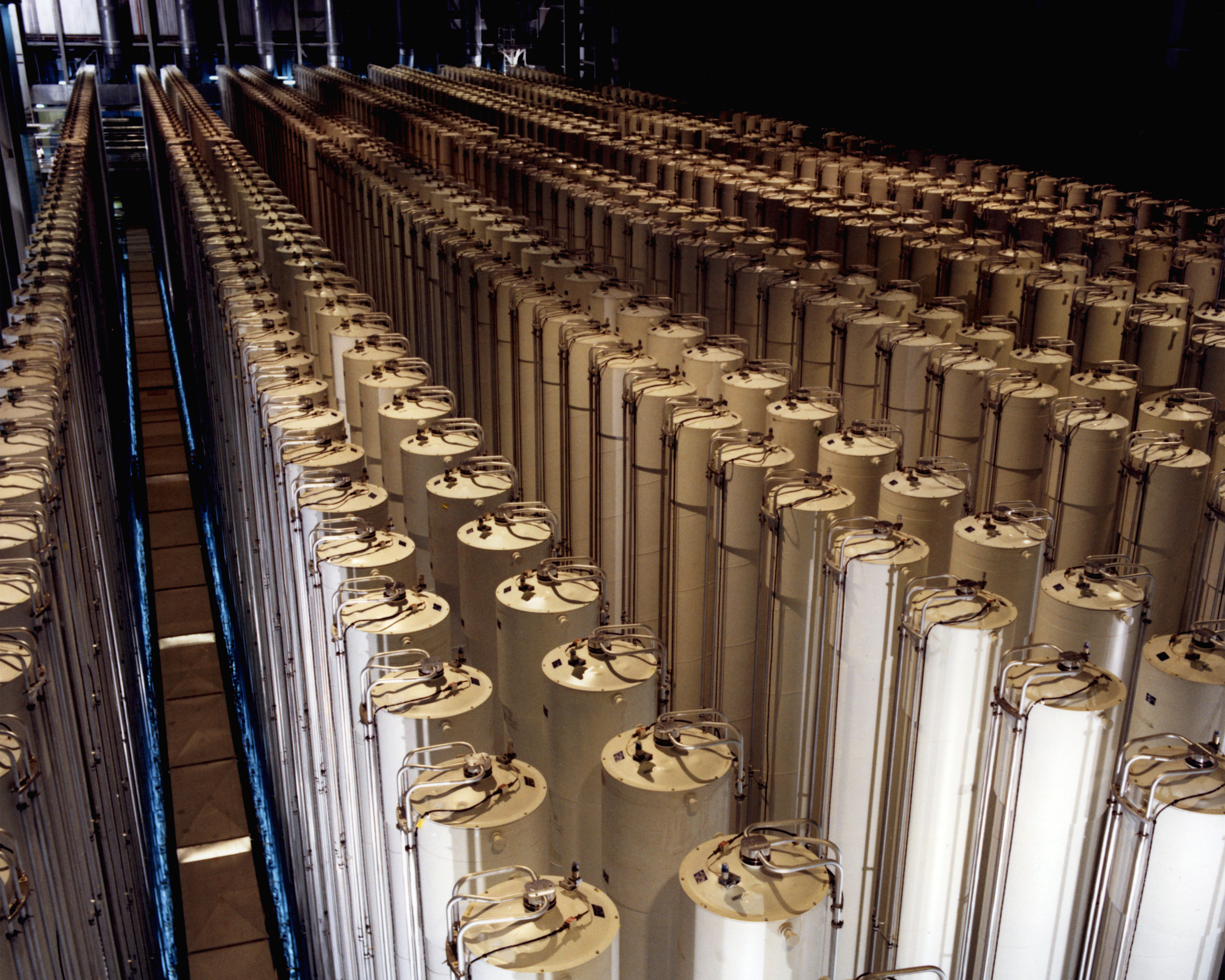
Каскад газових центрифуг, що використовуються для виробництва збагаченого урану. Випробувальний стенд газової центрифуги США в Пікетоні, штат Огайо, 1984 рік. Кожна центрифуга заввишки близько 12 м (звичайні центрифуги, які використовуються сьогодні, заввишки менше 5 м.)

Процес газового центрифугування використовує унікальну конструкцію, яка дозволяє газу постійно надходити в центрифугу та виходити з неї. На відміну від більшості центрифуг, які покладаються на періодичну обробку, газова центрифуга використовує безперервну обробку, що дозволяє каскадувати, у якому кілька ідентичних процесів відбуваються послідовно. Газова центрифуга складається з циліндричного ротора, корпусу, електродвигуна та трьох ліній для руху матеріалу. Газова центрифуга розроблена з корпусом, який повністю закриває центрифугу. Циліндричний ротор розташований усередині корпусу, з якого видалено все повітря, що забезпечує обертання майже без тертя під час роботи. Двигун обертає ротор, створюючи відцентрову силу на компонентах, які потрапляють у циліндричний ротор. Ця сила розділяє молекули газу, при цьому важчі молекули рухаються до стінки ротора, а легші – до центральної осі. Є дві лінії виходу: одна для фракції, збагаченої потрібним ізотопом (при розділенні урану це U-235), інша - збіднена ним. Вихідні лінії передають ці сепарації в інші центрифуги для продовження процесу центрифугування. Процес починається, коли ротор балансується в три етапи. Більшість технічних деталей газових центрифуг важко отримати, оскільки вони оповиті «ядерною таємницею».
Перші центрифуги, що використовувалися у Великій Британії, використовували корпус зі сплаву, обгорнутий скловолокном, просоченим епоксидною смолою. Динамічне балансування вузла було досягнуто шляхом додавання невеликих слідів епоксидної смоли в місцях, зазначених блоком тестового балансування. Двигун зазвичай був млинцевого типу, розташований у нижній частині циліндра. Ранні пристрої зазвичай мали довжину близько 2 м, але наступні розробки поступово збільшували довжину. Сучасне покоління має довжину понад 4 м. Підшипники є газовими, оскільки механічні підшипники не витримають при нормальних робочих швидкостях цих центрифуг.
Секція центрифуг буде живитися змінною частотою змінного струму від електронного (масового) інвертора, який повільно нарощуватиме їх до необхідної швидкості, як правило, понад 50 000 об/хв. Один із запобіжних заходів полягав у швидкому виході за межі частот, на яких, як відомо, циліндр мав проблеми з резонансом. Інвертор — це високочастотний пристрій, здатний працювати на частотах близько 1 кГц. Весь процес зазвичай тихий; якщо чути шум із центрифуги, це попередження про несправність (яка зазвичай відбувається дуже швидко). Конструкція каскаду зазвичай допускає вихід з ладу принаймні одного центрифужного блоку без шкоди для роботи каскаду. Агрегати, як правило, дуже надійні, перші моделі безперервно працювали понад 30 років.
Пізніші моделі постійно збільшували швидкість обертання центрифуг, оскільки саме швидкість стінки центрифуги найбільше впливає на ефективність сепарації.
Особливістю каскадної системи центрифуг є те, що можна поступово збільшувати продуктивність установки, додаючи каскадні «блоки» до існуючої установки у відповідних місцях, а не встановлювати абсолютно нову лінію центрифуг.

### Агрегати роздільної роботи
Одиниця роздільної роботи є мірою кількості роботи, виконаної центрифугою, і має одиниці маси (зазвичай одиниця роздільної роботи в кілограмі). Робота {\displaystyle W_{\mathrm {SWU} }} необхідна для відділення маси {\displaystyle F} корму аналізу {\displaystyle x_{f}} в масу {\displaystyle P} аналізу продукту {\displaystyle x_{p}}, і хвости маси {\displaystyle T} і аналіз {\displaystyle x_{t}} виражається через кількість необхідних одиниць роздільної роботи, задану виразом
{\displaystyle W_{\mathrm {SWU} }=P\cdot V\left(x_{p}\right)+T\cdot V(x_{t})-F\cdot V(x_{f})}
де {\displaystyle V\left(x\right)} є функцією значення, визначеною як
{\displaystyle V(x)=(1-2x)\cdot \ln \left({\frac {1-x}{x}}\right)}

### Практичне застосування центрифугування

#### Відділення урану-235 від урану-238
Для виділення урану потрібен матеріал у газоподібній формі, гексафторид урану (UF6) використовується для збагачення урану. При вході в циліндр центрифуги газ UF6 обертається з високою швидкістю. Обертання створює сильну відцентрову силу, яка притягує більше молекул важчого газу (що містить U-238) до стінки циліндра, тоді як легші молекули газу (що містять U-235) прагнуть зібратися ближче до центру. Трохи збагачений потік U-235, відбирається та подається на наступний вищий етап, тоді як злегка збіднений потік повертається назад на наступний нижчий етап.

## Історія
Запропонований у 1919 році відцентровий процес уперше успішно проведений у 1934 році. Американський учений Джессі Бімз і його команда з Університету Вірджинії розробили процес шляхом розділення двох ізотопів хлору за допомогою вакуумної ультрацентрифуги. Це був один із початкових методів розділення ізотопів, який використовували під час Мангеттенського проєкту, зокрема Гарольд Клейтон Юрі та Карл П. Коен. Але дослідження було припинено в 1944 році, оскільки вважалося, що цей метод не дасть результатів до кінця війни і що інші способи збагачення урану (газова дифузія та електромагнітне розділення) мали більше шансів на успіх у короткостроковій перспективі. Цей метод успішно використовували в радянській ядерній програмі, завдяки чому Радянський Союз став найефективнішим постачальником збагаченого урану.
У довгостроковій перспективі, особливо з розвитком центрифуги типу Zippe, газова центрифуга стала дуже економічним способом розділення, споживаючи значно менше енергії, ніж інші методи, і має багато інших переваг.
Дослідження фізичних характеристик центрифуг проводив пакистанський учений Абдул Кадир Хан у 1970–1980-х роках, використовуючи вакуумні методи для підвищення ролі центрифуг у розробці ядерного палива для пакистанської атомної бомби. Багато теоретиків, які працювали з Ханом, не були впевнені, що газоподібний і збагачений уран будуть можливими з часом. Один учений згадував: «Ніхто у світі не використовував метод [газової] центрифуги для виробництва військового урану… Це не спрацювало би. Він просто втрачав час». Незважаючи на скептицизм, швидко було доведено, що програма здійсненна. Збагачення за допомогою центрифуги використовувалося в експериментальній фізиці, і до кінця 20-го століття цей метод був контрабандою привезений щонайменше до трьох різних країн.

## Дивись також
- Ядерні технології
- Атомна енергетика
- Ядерне паливо